# Judy Ongg
Judy Ongg, pseudonimo di Weng Qianyu (翁倩玉S, Wēng QiànyùP; Taipei, 24 gennaio 1950), è una cantante, attrice, scrittrice ed artista di xilografie taiwanese naturalizzata giapponese.

## Biografia
Nata a Taipei, Judy si è laureata alla Sophia University di Tokyo, in Giappone. Dopo la laurea ha cambiato la sua nazionalità in giapponese.
La sua carriera abbraccia un arco di quattro decenni.

## Carriera
Judy ha debuttato al cinema nella produzione nippo-statunitense del 1961 The Big Wave, di Pearl S. Buck.
Le successive produzioni le hanno fatto ottenere il successo anche nel mondo sinofono, tanto che è stata premiata come "Miglior Attrice" al nono Taipei Golden Horse Film Festival, e con il "Premio Speciale" al diciannovesimo Asia Film Festival.
Per quanto riguarda la musica, ha pubblicato album con le etichette internazionali Columbia Records, CBS Sony e Toshiba EMI. Il singolo che ha ottenuto più successo è stato Miserarete, del 1979, che ha venduto più di due milioni di copie e, nello stesso anno, le ha permesso di partecipare allo spettacolo di Capodanno Kōhaku Uta Gassens, al quale avrebbe partecipato anche l'anno successivo con la canzone Reika no Yume. Diverse sue canzoni sono apparse nel programma televisivo Minna no Uta, del canale NHK. Altro suo importante successo, questa volta non in giapponese, è stato The Story of O-Shin, sigla di apertura del drama cantonese Oshin, che l'ha resa popolare anche ad Hong Kong. Una particolarità della canzone è la lingua con spiccato accento straniero, poiché Judy non era fluente in cantonese, che tuttavia ha l'effetto di rendere la canzone molto più melodica ed orecchiabile.
Oltre ad aver partecipato ad alcuni spettacoli teatrali, è apparsa in televisione in innumerevoli drama contemporanei e jidaigeki, tra cui rinomato è Edo o Kiru. Nel 1980, le fu offerto il ruolo di Mariko (Lady Toda Buntaro) nella mini serie televisiva statunitense Shōgun - Il signore della guerra, tuttavia rifiutò la parte che fu poi affidata a Yōko Shimada.
Nel 1999, Judy ha organizzato e prodotto un concerto di beneficenza denominato Heart Aid, svoltosi al Tokyo International Forum, allo scopo di raccogliere fondi per le vittime del terremoto di Chichi avvenuto a Taiwan, sua patria nativa.
I "numeri" di Judy sono i seguenti: nove lungometraggi cinematografici, 31 serie televisive, 11 varietà, due programmi radiofonici e sette spot commerciali. Per quanto riguarda la musica, ha pubblicato più di 40 registrazioni tra singoli ed album. Ha scritto cinque libri, e creato moltissime xilografie, tra le quali numerose sono state premiate.

## Serie televisive
- Tweeny Witches (2003)
- Kaseifu ha mita! 19 (2001)
- Storm Riders (1988)
- Spirit Chaser Aisha (1986)
- The Big Wave (1961)

## Filmografia
- American Pastime (2007)
- Vampire Hunter D - Bloodlust (2000)
- I racconti del cuscino (1996)
- Tanba Tetsuro no daireikai shindara odoroita!! (1990)
- Robottino (1985)
- Zu Mountain: New Legend of the Zu Mountain Swordsmen (1983)
- Oiroke komikku (1970)
- Flying Phantom Ship (1969)
- Cyborg 009: Underground Duel (1967)
- Cyborg 009 (1966)